# 友谊路街道 (乌鲁木齐市)
友谊路街道是中华人民共和国新疆维吾尔自治区乌鲁木齐市新市区下辖的一个街道办事处。

## 行政区划
友谊路街道下辖以下村级行政区划单位：
迎宾北路社区、永昌社区、永盛社区、永睦社区、永泰社区、迎亚社区、澳华社区、地窝堡社区、迎宾路北社区。